# Torneo de ajedrez de Moscú de 1935
Emmanuel Lasker ya se había retirado del ajedrez en 1925, pero las penurias económicas a las que le había abocado al tremenda inflación de Alemania en los años 20 y 30, y la barbarie nazi, que le habían confiscado todos sus bienes por su condición de judío, le obligaron a volver a jugar. Cuando jugó este torneo tenía sesenta y seis años y obtuvo el tercer puesto, tras Mijaíl Botvínnik y Salo Flohr, y por delante de José Raúl Capablanca que fue cuarto.